# Stortjärnen (Lillhärdals socken, Härjedalen, 685620-137419)
Stortjärnen är en sjö i Härjedalens kommun och Älvdalens kommun i Härjedalen och ingår i Ljusnans huvudavrinningsområde. Sjön har en area på 0,139 kvadratkilometer och ligger 638,1 meter över havet.

## Delavrinningsområde
Stortjärnen ingår i det delavrinningsområde (685641-137388) som SMHI kallar för Utloppet av Stortjärnen. Medelhöjden är 641 meter över havet och ytan är 0,61 kvadratkilometer. Det finns inga avrinningsområden uppströms utan avrinningsområdet är högsta punkten. Vattendraget som avvattnar avrinningsområdet har biflödesordning 4, vilket innebär att vattnet flödar genom totalt 4 vattendrag innan det når havet efter 327 kilometer. Avrinningsområdet består mestadels av skog (34 procent) och sankmarker (43 procent). Avrinningsområdet har 0,14 kvadratkilometer vattenytor vilket ger det en sjöprocent på 22,5 procent.